# Herbie al rally di Montecarlo
Herbie al rally di Montecarlo (Herbie Goes to Monte Carlo) è un film del 1977 con Dean Jones e Don Knotts, terzo della serie di film che vede protagonista Herbie, il Volkswagen Maggiolino bianco con una volontà propria.

## Trama
Jim Douglas (Dean Jones) deve partecipare all'immaginaria corsa "Trans-Francia" (Trans-France Race), accompagnato dal fido meccanico Wheely Applegate (Don Knotts) e alla guida dell'insostituibile maggiolino Herbie. La gara si svolge tra Parigi e Monte Carlo. Si tratta della prima gara di Douglas dopo dodici anni, quindi vuole arrivare primo, tra la derisione e l'ostilità di alcuni suoi avversari, in particolare il tedesco Bruno von Stickle e il francese Claude Gilbert. Tra i piloti vi è anche l'affascinante Diane Darcy.
Intanto due ladri di gioielli, Max (Bernard Fox) e Quincey (Roy Kinnear), su commissione del misterioso Doppia X, rubano il famoso diamante Étoile de Joie e, per non essere scoperti dalla polizia, lo nascondono nel serbatoio della benzina di Herbie. Ad indagare sono l'ispettore Bouchet e il suo assistente Fontenoy, mentre per i due malviventi sarà arduo recuperare il diamante.
Nel rally, gli avversari di Douglas sono tre:
- Bruno von Stickle (Eric Braeden): è un pilota tedesco con molta esperienza nei rally europei. La sua macchina è una potente Laser 917, con il numero 17. Von Stickle sembra essere un temibile avversario.
- Claude Gilbert (Mike Kulcsar): è un pilota francese, anch'egli è pratico dei circuiti europei. Guida una De Tomaso Pantera, di colore nero, con il numero 66. La sua bravura nel rally è simile a quella di Bruno von Stickle.
- Diane Darcy (Julie Sommars): è l'unico pilota donna della gara; guida una Lancia Scorpion del 1976 e corre con il numero 7 (si scoprirà che anch'essa era animata). Jim sembra essere attratto da Diane.

## Curiosità
- Jim dice che sono dodici anni che non corre una gara, ma dal film precedente sono passati solo nove anni.
- Herbie al rally di Montecarlo fu adattato in un libro tascabile, scritto da Vic Crume e pubblicato da Scholastic.
- Le scene di qualificazione sono state girate al Circuito di Laguna Seca.
- Alla fine del primo film, Jim Douglas e Carole Bennett sono sposati; invece, in questo film, Douglas è single.
- È il primo film in cui Herbie si innamora.
- La traduzione italiana del titolo fa intendere che la corsa sia una rally; ma il termine è improprio, poiché questa disciplina automobilistica non ha nulla a che vedere con il tipo di gara del film.
- In una scena del film si nota, davanti ad un'edicola, un quotidiano che riporta la notizia del disastro di Seveso del 1976.
- Il personaggio di Diane Darcy ricompare, interpretato da Andrea Howard, nella serie tv Herbie, the Love Bug.

## Automobili
Nel film sono state usate numerose automobili sportive dell'epoca; le quattro vetture utilizzate dai personaggi principali sono:
- Volkswagen Maggiolino (Herbie): anno 1963, bianco, strisce rosse e blu sul cofano, il numero 53 nero dentro un cerchio, tettuccio apribile.
- Lancia Scorpion (o Montecarlo) (Giselle): blu polvere, strisce bianche e gialle, numero 7 scuro, fari a scomparsa (non esistenti nella versione reale).
- De Tomaso Pantera: nera, strisce bianche, numero nero 66 in un cerchio bianco; sono presenti anche altri esemplari.
- Porsche 917: rossa, strisce nere e gialle, numero 17 giallo in un quadrato nero.